# 宙克西斯
赫拉克利亞的宙克西斯（希臘語：Ζεύξις），约活动于公元前5世纪前后。赫拉克利亞（意大利）的画师之一。

## 生平
公元前430年至公元前390年为其创作时期，于公元前5世纪前后移居雅典，多次受托作画。后至马其顿的阿尔克拉乌斯王宫（公元前409年至公元前397年）为宫廷作画。他还曾赠予阿尔克拉马斯一幅潘神画像，他是一位著名画师，还是巴赫西斯的竞争对手。他的作品逼真至极，以至招来飞鸟啄食画中的葡萄。其最著名的作品为《特洛伊的海伦》及《妈人与其幼崽》。此外，他还绘制单色画。 